# Berthold Sander

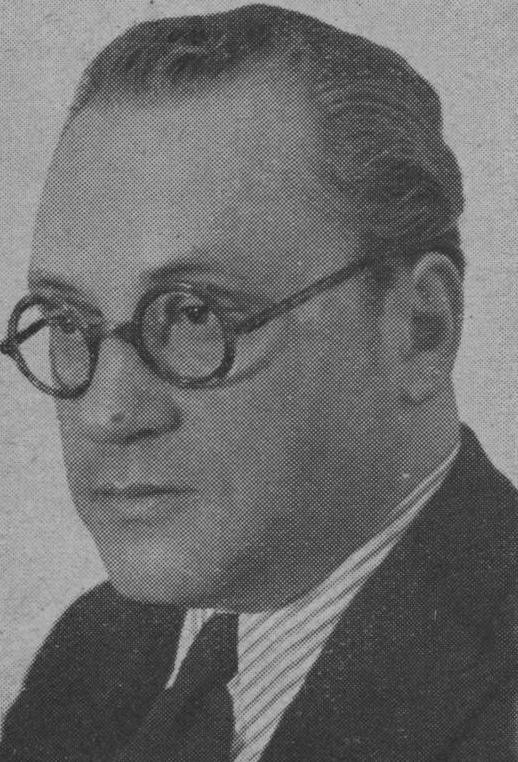
Berthold Sander, um 1937

Berthold Sander (* 18. April 1890 in Emmerich, Rheinprovinz; † nach 1941, verschollen im KZ Theresienstadt) war ein deutscher Dirigent und Chorleiter. 

## Leben
Sander wurde durch seine Mutter an die Musik herangeführt und machte 1910 am Raff-Konservatorium in Frankfurt am Main eine Ausbildung zum Kapellmeister. Anschließend wurde er vom Stadttheater Trier als Kapellmeister angestellt. Dort wirkte er zehn Jahre. 1921 ging er an das Staatstheater Mainz, wo er bis 1927 Kapellmeister war. 1930 wurde er Chordirektor des Staatstheaters in Braunschweig. Als Mitglied des Braunschweiger Ablegers des Kulturvereins Schlaraffia, aus dem er wegen seiner jüdischen Herkunft Mitte 1933 ausschied, führte er den Namen Ritter Hahn im Korb. 1931 wurde er Kapellmeister des Stadttheaters in Hildesheim. Nachdem er dort seinen Arbeitsplatz verloren hatte, verließ er Hildesheim und kam 1933 in der Berlin-Zehlendorfer Wohnung des Opern- und Konzertsängers Heinrich Schlusnus unter. Im Januar 1934 trat er mit dem von ihm in Berlin aufgebauten Chor des Kulturbundes Deutscher Juden wieder auf. Am 12. Juni 1941 gab er an der Musiktheaterbühne des Kulturbundes, an der er neben Julius Prüwer und Rudolf Schwarz viele Konzerte dirigiert hatte, mit einem Verdi-Abend die letzte Premiere. Von Berlin wurde Sander nach Theresienstadt gebracht, in deren Ghetto sich seine Spuren verlieren.
Am 18. November 2016 wurde vor dem Haus Hochstraße 21 in Braunschweig zum Gedenken an Sander ein Stolperstein verlegt.